# Чжан Цзолинь
Чжан Цзолинь (кит. упр. 张作霖, пиньинь Zhāng Zuòlín, имел прозвище Юйтин 雨亭, 19 марта 1875 года — 4 июня 1928 года) — китайский военный и политический деятель эры милитаристов. Последний лидер бэйянского правительства.

## Биография
Родился в крестьянской семье; был родом из города Хайчэн провинции Фэнтянь (ныне Ляонин).
В детстве посещал частную школу, потом учился на ветеринара.
Согласно воспоминаниям Бориса Коновалова, служившего у Чжан Цзолиня в 1924—1928 годах, первоначальный капитал и связи, в том числе и с российскими военными, будущий тупан[кто?] заработал поставкой нелегальных китайских рабочих из Китая в Маньчжурию, которая в то время считалась другим государством. Переброска нелегальных рабочих осуществлялась ночью на лодках 60 км через залив с Шаньдунского полуострова в Порт-Артур при содействии офицеров российской военной разведки. Ходили слухи, что во время русско-японской войны Чжан Цзолинь организовал партизанский отряд из хунхузов в тылу японцев и даже имел чин русской армии, но документального подтверждения пока не найдено.
В молодости был бандитом, но с 1902 года перешёл на сторону правительства и стал командовать кавалерийским отрядом. После Учанского восстания остался верен династии Цин, стал заместителем начальника военного отдела «Фэнтяньского общества охраны государства и народа» и нанёс удар по революционным силам.
Юань Шикай назначил его командующим 27-й дивизией, и Чжан Цзолинь подавил выступавшие против власти Юаня силы Гоминьдана. После смерти Юань Шикая новое пекинское правительство назначило Чжан Цзолиня фэнтяньским генерал-губернатором и управителем, а также инспектором Трёх Провинций Северо-Востока и маршалом. Впоследствии, опираясь на поддержку Японии, Чжан Цзолинь поставил под свой контроль все три провинции (Ляонин, Цзилинь и Хэйлунцзян). В 1926 году он получил титул главнокомандующего Армии Умиротворения Страны, в июне того же года — генералиссимуса сухопутных и морских сил Китайской Республики (то есть фактически президента страны). В июне 1928 года его войска были разбиты войсками Чан Кайши, и Чжан Цзолинь отступил от Пекина к Шэньяну.
В состав 1-й армии Чжан Цзолиня под командованием Чжан Цзунчана входил отдельный отряд из русских белоэмигрантов под командованием генерала Нечаева. В состав отряда входила русский дивизион бронепоездов под командой генерала Кострова, в разное время насчитывающий до 14 бронепоездов, часть из которых были построены по образцу «Орлика» (бывшего «Хунхуза»), что вызывает путаницу среди военных историков. В первое время, 1925—1926 годах во время наступления северян Чжан Цзолиня на южан этот «броневой кулак» играл значительную роль в китайской гражданской войне. На стороне «южан» были советские военные советники, такие как Блюхер, Примаков, Бородин, помогавшие южанам делать «рельсовую войну» и засады на белогвардейские бронепоезда. После того, как южане (националисты) в 1927 году устроили резню своих коммунистов, у белоэмигрантов пропал моральный стимул служить в войсках Чжан Цзолиня. Часть из них вместе с захваченными бронепоездами перешла на службу к наступающим южанам Чан Кайши, часть уволилась и уехала в Харбин и Шанхай.
В феврале 1927 года на реке Янцзы по приказу Чжан Цзолиня был захвачен советский торговый пароход «Память Ленина», команда парохода и два находившихся на борту дипломатических курьера были арестованы и брошены в тюрьму. 6 апреля 1927 года около 100 вооружённых китайских полицейских и солдат Чжан Цзолиня напали и разгромили советское полпредство в Пекине.
4 июня 1928 года поезд, в котором ехал Чжан Цзолинь, был взорван (Хуангутуньский инцидент). Взрыв долгое время считали делом рук японской разведки (в том числе в самой Японии), однако в 2001 году были опубликованы материалы о том, что операция по устранению Чжан Цзолиня была якобы проведена советской разведкой, непосредственным организатором был Наум Эйтингон (впоследствии — генерал-майор МГБ) совместно с резидентом разведупра РККА в Шанхае Кристапом Салнынем.
Однако другие исследователи, в частности историк А. Ю. Сидоров, сомневаются в этом, считая что это лишь недоказанная гипотеза, поскольку А. Колпакиди и Д. Прохоров не предоставили никаких документальных свидетельств в подтверждение своей версии, ссылаясь только на слова покойного Д. А. Волкогонова, который якобы видел следы этой операции в закрытых архивах
.
После смерти Чжан Цзолиня командование его войсками и власть над Маньчжурией унаследовал его сын Чжан Сюэлян.

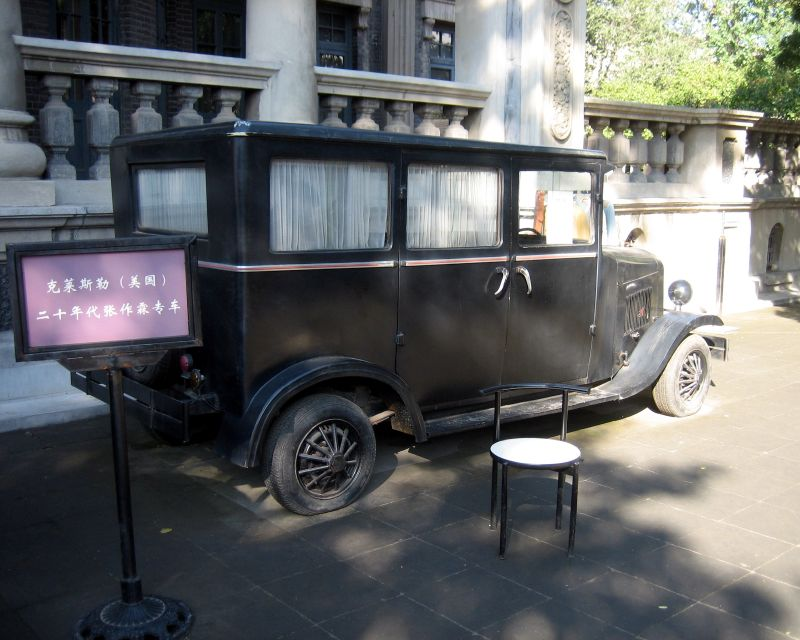
Автомобиль Чжан Цзолиня в Шэньяне

## Память
1 августа 2003 года в Шэньяне был открыт музей в резиденции Чжан Цзолиня.